# Campeonato de Primera División 1942 (Argentina)
El Campeonato de Primera División 1942 fue la duodécima temporada y el decimocuarto torneo de la era profesional de la Primera División de Argentina de fútbol. Se disputó entre el 3 de abril y el 22 de noviembre, en dos ruedas de todos contra todos.
El Club Atlético River Plate se consagró bicampeón, en el esplendor de La Máquina, dos fechas antes del final del torneo, con un empate 2 a 2, como visitante, frente al Club Atlético Boca Juniors.
El último en la tabla de posiciones, el Club Atlético Tigre, descendió a Segunda División.

## Ascensos y descensos
| Pos | Equipo ascendido  |
| --- | ----------------- |
| 1.º | Chacarita Juniors |

| Pos  | Equipos descendido en la temporada 1941 |
| ---- | --------------------------------------- |
| 16.º | Rosario Central                         |

## Equipos
| Equipo             | Ciudad       |
| ------------------ | ------------ |
| Atlanta            | Buenos Aires |
| Banfield           | Banfield     |
| Boca Juniors       | Buenos Aires |
| Chacarita Juniors  | Buenos Aires |
| Estudiantes        | La Plata     |
| Ferro Carril Oeste | Buenos Aires |
| Gimnasia y Esgrima | La Plata     |
| Huracán            | Buenos Aires |
| Independiente      | Avellaneda   |
| Lanús              | Lanús        |
| Newell's Old Boys  | Rosario      |
| Platense           | Buenos Aires |
| Racing Club        | Avellaneda   |
| River Plate        | Buenos Aires |
| San Lorenzo        | Buenos Aires |
| Tigre              | Victoria     |

### Distribución geográfica de los equipos
| Región                 | Cant. | Equipos |
| ---------------------- | ----- | --- |
| Ciudad de Buenos Aires | 8     | Atlanta, Chacarita Juniors, Boca Juniors, Ferro Carril Oeste, Huracán, Platense, River Plate y San Lorenzo |
| Conurbano bonaerense   | 5     | Banfield, Independiente, Lanús, Racing Club y Tigre                                                        |
| Ciudad de La Plata     | 2     | Estudiantes y Gimnasia y Esgrima                                                                           |
| Ciudad de Rosario      | 1     | Newell's Old Boys                                                                                          |

## Tabla de posiciones final
| Pos. | Equipo                  | Pts. | PJ | PG | PE | PP | GF | GC | Dif. |
| ---- | ----------------------- | ---- | -- | -- | -- | -- | -- | -- | ---- |
| 1.º  | River Plate             | 46   | 30 | 20 | 6  | 4  | 79 | 37 | 42   |
| 2.º  | San Lorenzo             | 40   | 30 | 16 | 8  | 6  | 70 | 50 | 20   |
| 3.º  | Huracán                 | 37   | 30 | 14 | 9  | 7  | 62 | 49 | 13   |
| 4.º  | Newell's Old Boys       | 36   | 30 | 15 | 6  | 9  | 70 | 43 | 27   |
| 5.º  | Boca Juniors            | 35   | 30 | 14 | 7  | 9  | 65 | 41 | 24   |
| 6.º  | Estudiantes (LP)        | 33   | 30 | 13 | 7  | 10 | 61 | 59 | 2    |
| 7.º  | Banfield                | 29   | 30 | 11 | 7  | 12 | 58 | 62 | −4   |
| 8.º  | Racing Club             | 28   | 30 | 9  | 10 | 11 | 56 | 58 | −2   |
| 9.º  | Independiente           | 28   | 30 | 10 | 8  | 12 | 45 | 57 | −12  |
| 10.º | Ferro Carril Oeste      | 27   | 30 | 9  | 9  | 12 | 45 | 52 | −7   |
| 11.º | Platense                | 26   | 30 | 9  | 8  | 13 | 51 | 55 | −4   |
| 12.º | Chacarita Juniors       | 25   | 30 | 7  | 11 | 12 | 40 | 59 | −19  |
| 13.º | Gimnasia y Esgrima (LP) | 24   | 30 | 7  | 10 | 13 | 45 | 65 | −20  |
| 14.º | Lanús                   | 24   | 30 | 8  | 8  | 14 | 37 | 58 | −21  |
| 15.º | Atlanta                 | 23   | 30 | 10 | 3  | 17 | 65 | 67 | −2   |
| 16.º | Tigre                   | 19   | 30 | 6  | 7  | 17 | 46 | 83 | −37  |

|  | Campeón.                         |
|  | Descendió a la Segunda División. |

## Resultados
Fecha № 1
- Atlanta 2-4 River Plate
- Banfield 2-0 Ferro
- Estudiantes (LP) 2-4 Racing Club
- Huracán 4-1 Newell's Old Boys
- Independiente 0-0 Gimnasia y Esgrima (LP)
- Platense 1-1 Chacarita Juniors
- Tigre 1-2 Lanús
- Boca Juniors 2-4 San Lorenzo

Fecha № 2
- Banfield 6-4 Tigre
- Chacarita Juniors 2-2 Estudiantes (LP)
- Ferro 0-1 Platense
- Gimnasia y Esgrima (LP) 4-3 Atlanta
- Newell's Old Boys 3-0 Independiente
- River Plate 5-0 Lanús
- Racing Club 1-0 Boca Juniors
- San Lorenzo 2-1 Huracán

Fecha № 3
- Atlanta 0-1 Newell's Old Boys
- Boca Juniors 1-1 Chacarita Juniors
- Estudiantes (LP) 4-1 Ferro
- Lanús 1-0 Gimnasia y Esgrima (LP)
- Platense 2-0 Banfield
- Tigre 1-3 River Plate
- Huracán 3-1 Racing Club
- Independiente 2-4 San Lorenzo

Fecha № 4
- Banfield 1-2 Estudiantes (LP)
- Chacarita Juniors 2-2 Huracán
- Ferro 3-1 Boca Juniors
- Gimnasia y Esgrima (LP) 2-2 River Plate
- Newell's Old Boys 3-1 Lanús
- San Lorenzo 3-0 Atlanta
- Platense 2-0 Tigre
- Racing Club 1-2 Independiente

Fecha № 5
- Atlanta 3-1 Racing Club
- Boca Juniors 4-1 Banfield
- Estudiantes (LP) 7-3 Platense
- Huracán 0-2 Ferro
- Independiente 1-0 Chacarita Juniors
- Lanús 1-1 San Lorenzo
- River Plate 4-1 Newell's Old Boys
- Tigre 2-1 Gimnasia y Esgrima (LP)

Fecha № 6
- Banfield 1-2 Huracán
- Estudiantes 2-1 Tigre
- Ferro 3-1 Independiente
- Newell's Old Boys 7-1 Gimnasia y Esgrima (LP)
- Platense 1-2 Boca Juniors
- Racing Club 0-1 Lanús
- Chacarita Juniors 2-2 Atlanta
- San Lorenzo 1-2 River Plate

FECHA № 7
- ATLANTA-1-2-FERRO CARRIL OESTE
- BOCA JUNIORS-2-2-ESTUDIANTES
- GIMNASIA Y ESGRIMA-2-3-SAN LORENZO DE ALMAGRO
- HURACÁN-2-2-PLATENSE
- INDEPENDIENTE-4-4-BANFIELD
- LANÚS-4-1-CHACARITA JUNIORS
- TIGRE-3-7-NEWELL’S OLD BOYS
- RIVER PLATE-2-0-RACING CLUB

FECHA № 8
- BANFIELD-2-2-ATLANTA
- BOCA JUNIORS-11-1-TIGRE
- CHACARITA JUNIORS-2-6-RIVER PLATE
- ESTUDIANTES-2-2-HURACÁN
- FERRO CARRIL OESTE-2-4-LANÚS
- PLATENSE-4-2-INDEPENDIENTE
- RACING CLUB-3-3-GIMNASIA Y ESGRIMA
- SAN LORENZO DE ALMAGRO-3-1-NEWELL’S OLD BOYS

FECHA № 9
- ATLANTA-5-0-PLATENSE
- GIMNASIA Y ESGRIMA-1-0-CHACARITA JUNIORS
- INDEPENDIENTE-2-1-ESTUDIANTES
- NEWELL’S OLD BOYS-5-2-RACING CLUB
- RIVER PLATE-1-2-FERRO CARRIL OESTE
- TIGRE-2-0-SAN LORENZO DE ALMAGRO
- LANÚS-1-1-BANFIELD
- HURACÁN-1-1-BOCA JUNIORS

FECHA №10
- PLATENSE-2-0-LANÚS
- HURACÁN-0-0-TIGRE
- FERRO CARRIL OESTE-3-3-GIMNASIA Y ESGRIMA
- ESTUDIANTES-1-0-ATLANTA
- CHACARITA JUNIORS-1-0-NEWELL’S OLD BOYS
- BANFIELD-0-4-RIVER PLATE
- BOCA JUNIORS-3-1-INDEPENDIENTE
- RACING CLUB-2-3-SAN LORENZO DE ALMAGRO

FECHA №11
- ATLANTA-1-2-BOCA JUNIORS
- GIMNASIA Y ESGRIMA-0-1-BANFIELD
- LANÚS-1-3-ESTUDIANTES
- NEWELL’S OLD BOYS-3-0-FERRO CARRIL OESTE
- RIVER PLATE-1-0-PLATENSE
- SAN LORENZO DE ALMAGRO-4-0-CHACARITA JUNIORS
- TIGRE-2-2-RACING CLUB
- INDEPENDIENTE-2-4-HURACÁN

FECHA №12
- BANFIELD-1-3-NEWELL’S OLD BOYS
- BOCA JUNIORS-4-1-LANÚS
- CHACARITA JUNIORS-4-1-RACING CLUB
- ESTUDIANTES-0-4-RIVER PLATE
- FERRO CARRIL OESTE-1-3-SAN LORENZO DE ALMAGRO
- HURACÁN-3-2-ATLANTA
- INDEPENDIENTE-3-1-TIGRE
- PLATENSE-1-1-GIMNASIA Y ESGRIMA

FECHA №13
- ATLANTA-4-2-INDEPENDIENTE
- LANÚS-0-2-HURACÁN
- NEWELL’S OLD BOYS-4-3-PLATENSE
- RACING CLUB-4-2-FERRO CARRIL OESTE
- SAN LORENZO DE ALMAGRO-1-3-BANFIELD
- TIGRE-1-1-CHACARITA JUNIORS
- GIMNASIA Y ESGRIMA-1-1-ESTUDIANTES
- RIVER PLATE-4-0-BOCA JUNIORS

FECHA №14
- ATLANTA-2-3-TIGRE
- BANFIELD-3-1-RACING CLUB
- BOCA JUNIORS-3-0-GIMNASIA Y ESGRIMA
- ESTUDIANTES-4-2-NEWELL’S OLD BOYS
- FERRO CARRIL OESTE-2-0-CHACARITA JUNIORS
- INDEPENDIENTE-1-1-LANÚS
- PLATENSE-1-1-SAN LORENZO DE ALMAGRO
- HURACÁN-1-1-RIVER PLATE

FECHA №15
- CHACARITA JUNIORS-2-2-BANFIELD
- GIMNASIA Y ESGRIMA-1-1-HURACÁN
- LANÚS-3-2-ATLANTA
- NEWELL’S OLD BOYS-1-1-BOCA JUNIORS
- RACING CLUB-2-0-PLATENSE
- SAN LORENZO DE ALMAGRO-2-3-ESTUDIANTES
- TIGRE-1-1-FERRO CARRIL OESTE
- RIVER PLATE-2-0-INDEPENDIENTE

FECHA № 16
- CHACARITA JUNIORS-4-2-PLATENSE
- FERRO CARRIL OESTE-4-3-BANFIELD
- GIMNASIA Y ESGRIMA-0-2-INDEPENDIENTE
- LANÚS-2-2-TIGRE
- NEWELL’S OLD BOYS-5-2-HURACÁN
- RACING CLUB-1-1-ESTUDIANTES
- RIVER PLATE-3-1-ATLANTA
- SAN LORENZO DE ALMAGRO-2-0-BOCA JUNIORS

FECHA № 17
- ATLANTA-7-2-GIMNASIA Y ESGRIMA
- ESTUDIANTES-1-1-CHACARITA JUNIORS
- INDEPENDIENTE-2-1-NEWELL’S OLD BOYS
- LANÚS-1-3-RIVER PLATE
- PLATENSE-1-2-FERRO CARRIL OESTE
- TIGRE-1-5-BANFIELD
- BOCA JUNIORS-6-0-RACING CLUB
- HURACÁN-1-3-SAN LORENZO DE ALMAGRO

FECHA № 18
- BANFIELD-2-2-PLATENSE
- CHACARITA JUNIORS-2-1-BOCA JUNIORS
- FERRO CARRIL OESTE-0-0-ESTUDIANTES
- GIMNASIA Y ESGRIMA-3-1-LANÚS
- NEWELL’S OLD BOYS-1-0-ATLANTA
- RIVER PLATE-2-1-TIGRE
- RACING CLUB-3-1-HURACÁN
- SAN LORENZO DE ALMAGRO-2-2-INDEPENDIENTE

FECHA № 19
- ATLANTA-4-4-SAN LORENZO DE ALMAGRO
- BOCA JUNIORS-1-0-FERRO CARRIL OESTE
- ESTUDIANTES-4-2-BANFIELD
- HURACÁN-3-1-CHACARITA JUNIORS
- LANÚS-0-0-NEWELL’S OLD BOYS
- RIVER PLATE-4-4-GIMNASIA Y ESGRIMA
- TIGRE-3-0-PLATENSE
- INDEPENDIENTE-0-0-RACING CLUB

FECHA № 20
- BANFIELD-0-1-BOCA JUNIORS
- CHACARITA JUNIORS-3-0-INDEPENDIENTE
- FERRO CARRIL OESTE-2-2-HURACÁN
- GIMNASIA Y ESGRIMA-3-2-TIGRE
- NEWELL’S OLD BOYS-2-1-RIVER PLATE
- PLATENSE-2-0-ESTUDIANTES
- RACING CLUB-5-2-ATLANTA
- SAN LORENZO DE ALMAGRO-3-0-LANÚS

FECHA № 21
- BOCA JUNIORS-3-2-PLATENSE
- GIMNASIA Y ESGRIMA-1-0-NEWELL’S OLD BOYS
- HURACÁN-3-4-BANFIELD
- INDEPENDIENTE-3-1-FERRO CARRIL OESTE
- LANÚS-1-1-RACING CLUB
- TIGRE-3-4-ESTUDIANTES
- ATLANTA-3-1-CHACARITA JUNIORS
- RIVER PLATE-1-1-SAN LORENZO DE ALMAGRO

FECHA № 22
- BANFIELD-2-2-INDEPENDIENTE
- CHACARITA JUNIORS-1-1-LANÚS
- ESTUDIANTES-1-0-BOCA JUNIORS
- FERRO CARRIL OESTE-1-2-ATLANTA
- NEWELL’S OLD BOYS-5-0-TIGRE
- PLATENSE-1-2-HURACÁN
- SAN LORENZO DE ALMAGRO-3-2-GIMNASIA Y ESGRIMA
- RACING CLUB-6-1-RIVER PLATE

FECHA № 23
- ATLANTA-3-1-BANFIELD
- GIMNASIA Y ESGRIMA-2-2-RACING CLUB
- HURACÁN-4-1-ESTUDIANTES
- INDEPENDIENTE-2-2-PLATENSE
- LANÚS-2-1-FERRO CARRIL OESTE
- NEWELL’S OLD BOYS-2-2-SAN LORENZO DE ALMAGRO
- RIVER PLATE-4-0-CHACARITA JUNIORS
- TIGRE-2-1-BOCA JUNIORS

FECHA № 24
- CHACARITA JUNIORS-1-1-GIMNASIA Y ESGRIMA
- ESTUDIANTES-4-0-INDEPENDIENTE
- FERRO CARRIL OESTE-0-0-RIVER PLATE
- PLATENSE-1-2-ATLANTA
- RACING CLUB-1-1-NEWELL’S OLD BOYS
- SAN LORENZO DE ALMAGRO-2-2-TIGRE
- BANFIELD-1-0-LANÚS
- BOCA JUNIORS-3-0-HURACÁN

FECHA № 25
- ATLANTA-4-2-ESTUDIANTES
- GIMNASIA Y ESGRIMA-2-1-FERRO CARRIL OESTE
- LANÚS-2-2-PLATENSE
- NEWELL’S OLD BOYS-5-0-CHACARITA JUNIORS
- RIVER PLATE-5-2-BANFIELD
- TIGRE-1-1-HURACÁN
- INDEPENDIENTE-1-1-BOCA JUNIORS
- SAN LORENZO DE ALMAGRO-3-0-RACING CLUB

FECHA № 26
- BANFIELD-2-1-GIMNASIA Y ESGRIMA
- BOCA JUNIORS-4-1-ATLANTA
- CHACARITA JUNIORS-0-2-SAN LORENZO DE ALMAGRO
- ESTUDIANTES-2-3-LANÚS
- FERRO CARRIL OESTE-1-1-NEWELL’S OLD BOYS
- PLATENSE-2-3-RIVER PLATE
- RACING CLUB-5-2-TIGRE
- HURACÁN-2-0-INDEPENDIENTE

FECHA № 27
- ATLANTA-2-3-HURACÁN
- GIMNASIA Y ESGRIMA-1-4-PLATENSE
- LANÚS-1-2-BOCA JUNIORS
- NEWELL’S OLD BOYS-0-2-BANFIELD
- RACING CLUB-4-0-CHACARITA JUNIORS
- RIVER PLATE-3-1-ESTUDIANTES
- SAN LORENZO DE ALMAGRO-1-1-FERRO CARRIL OESTE
- TIGRE-1-3-INDEPENDIENTE

FECHA № 28
- BANFIELD-3-1-SAN LORENZO DE ALMAGRO
- INDEPENDIENTE-3-2-ATLANTA
- HURACÁN-5-1-LANÚS
- FERRO CARRIL OESTE-2-2-RACING CLUB
- PLATENSE-1-0-NEWELL’S OLD BOYS
- CHACARITA JUNIORS-3-0-TIGRE
- ESTUDIANTES-1-0-GIMNASIA Y ESGRIMA
- BOCA JUNIORS-2-2-RIVER PLATE

FECHA № 29
- CHACARITA JUNIORS-2-2-FERRO CARRIL OESTE
- SAN LORENZO DE ALMAGRO-1-6-PLATENSE
- GIMNASIA Y ESGRIMA-2-1-BOCA JUNIORS
- LANÚS-0-2-INDEPENDIENTE
- NEWELL’S OLD BOYS-3-0-ESTUDIANTES
- RACING CLUB-1-1-BANFIELD
- TIGRE-2-1-ATLANTA
- RIVER PLATE-1-2-HURACÁN

FECHA № 30
- BOCA JUNIORS-2-2-NEWELL’S OLD BOYS
- ATLANTA-2-1-LANÚS
- BANFIELD-0-2-CHACARITA JUNIORS
- ESTUDIANTES-3-5-SAN LORENZO DE ALMAGRO
- FERRO CARRIL OESTE-3-1-TIGRE
- HURACÁN-3-1-GIMNASIA Y ESGRIMA
- PLATENSE-0-0-RACING CLUB
- INDEPENDIENTE-0-1-RIVER PLATE

## Descensos y ascensos
Tigre descendió a Segunda División, siendo reemplazado por Rosario Central para el Campeonato de Primera División 1943.

## Goleadores
| Jugador               | Jugador                | Goles | Equipo            |
| --------------------- | ---------------------- | ----- | ----------------- |
| Bandera de Argentina  | Rinaldo Martino        | 25    | San Lorenzo       |
| Bandera de Argentina  | René Pontoni           | 24    | Newell's Old Boys |
| Bandera de Argentina  | Adolfo Pedernera       | 23    | River Plate       |
| Bandera de Argentina  | Luis Rongo             | 23    | Platense          |
| Bandera de Argentina  | Francisco Rodríguez    | 18    | Atlanta           |
| Bandera de Costa Rica | Rafael Meza Ivancovich | 18    | Estudiantes (LP)  |

## Copas nacionales
Durante la temporada se disputaron también las siguientes copas nacionales:
- Copa Escobar: ganada por el Club Atlético Huracán.
- Copa Ibarguren: ganada por el Club Atlético River Plate.